# Контейнеровоз HMM Algeciras класу

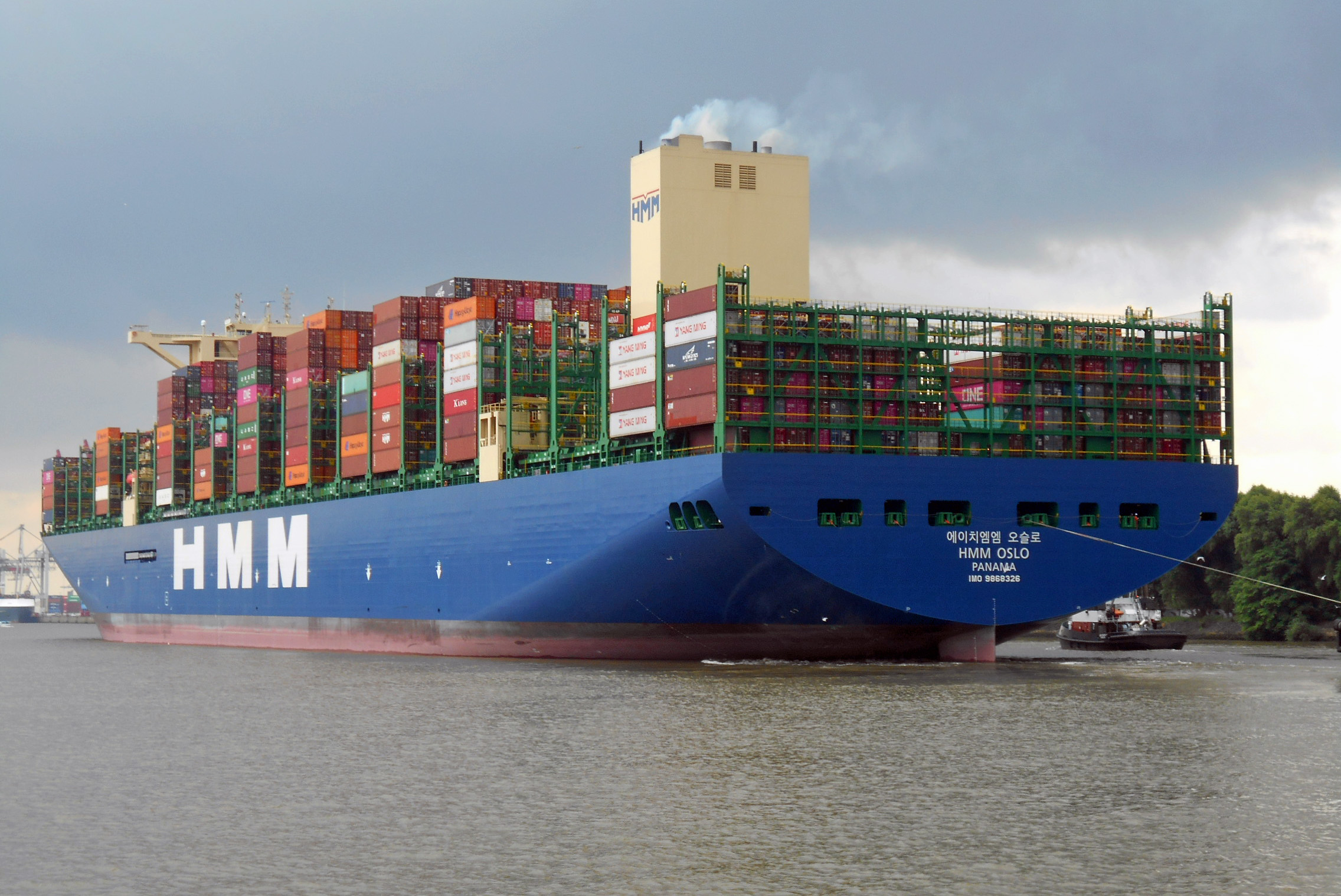
HMM Oslo 2020 у Гамбурзі

Клас Algeciras — це клас контейнеровозів, що складається з 12 суден, побудованих для HMM. Найбільші кораблі мають максимальну теоретичну місткість 23 964 двадцятифутових еквівалентних одиниць (TEU). На момент поставки вони були найбільшими контейнеровозами у світі, перевершуючи попередній GülsünGülsün (23 756 TEU). З тих пір їх перевершив Ever Ace (23 992 TEU).
З тих пір їх перевершив Ever Ace (23 992 TEU).

## Список кораблів
| Корабель                                              | Номер двору                                           | номер IMO                                             | Доставка                                              | Статус                                                | Прапор                                                | посилання                                             |
| Daewoo Shipbuilding and Marine Engineering (23964TEU) | Daewoo Shipbuilding and Marine Engineering (23964TEU) | Daewoo Shipbuilding and Marine Engineering (23964TEU) | Daewoo Shipbuilding and Marine Engineering (23964TEU) | Daewoo Shipbuilding and Marine Engineering (23964TEU) | Daewoo Shipbuilding and Marine Engineering (23964TEU) | Daewoo Shipbuilding and Marine Engineering (23964TEU) |
| ----------------------------------------------------- | ----------------------------------------------------- | ----------------------------------------------------- | ----------------------------------------------------- | ----------------------------------------------------- | ----------------------------------------------------- | ----------------------------------------------------- |
| HMM Algeciras                                         | 4318                                                  | 9863297                                               | 24 квітня 2020 р                                      | На обслуговуванні                                     | Панама                                                |                                                       |
| HMM Copenhagen                                        | 4319                                                  | 9863302                                               | 22 травня 2020 р                                      | На обслуговуванні                                     | Панама                                                |                                                       |
| HMM Dublin                                            | 4320                                                  | 9863314                                               | 29 травня 2020 р                                      | На обслуговуванні                                     | Панама                                                |                                                       |
| HMM Gdansk                                            | 4321                                                  | 9863326                                               | 12 червня 2020 р                                      | На обслуговуванні                                     | Панама                                                |                                                       |
| HMM Hamburg                                           | 4322                                                  | 9863338                                               | 3 липня 2020 р                                        | На обслуговуванні                                     | Панама                                                |                                                       |
| HMM Helsinki                                          | 4323                                                  | 9863340                                               | 17 липня 2020 р                                       | На обслуговуванні                                     | Панама                                                |                                                       |
| HMM Le Havre                                          | 4324                                                  | 9868314                                               | 28 серпня 2020 р                                      | На обслуговуванні                                     | Панама                                                |                                                       |
| Samsung Heavy Industries (23820 TEU)                  |                                                       |                                                       |                                                       |                                                       |                                                       |                                                       |
| HMM Oslo                                              | 2288                                                  | 9868326                                               | 8 травня 2020 р                                       | На обслуговуванні                                     | Панама                                                |                                                       |
| HMM Rotterdam                                         | 2289                                                  | 9868338                                               | 26 червня 2020 р                                      | На обслуговуванні                                     | Панама                                                |                                                       |
| HMM Southampton                                       | 2290                                                  | 9868340                                               | 31 липня 2020 р                                       | На обслуговуванні                                     | Панама                                                |                                                       |
| HMM Stockholm                                         | 2291                                                  | 9868352                                               | 7 серпня 2020 р                                       | На обслуговуванні                                     | Панама                                                |                                                       |
| HMM St Petersburg                                     | 2292                                                  | 9868364                                               | 11 вересня 2020 р                                     | На обслуговуванні                                     | Панама                                                |                                                       |

## Дивись також
- Контейнеровоз Evergreen A-класу — найбільший у світі контейнеровоз, з 30 липня 2021 року.
- Контейнеровоз класу "HMM Nuri"
- Контейнеровоз класу "Hyundai Dream"
- Контейнеровоз класу "Hyundai Together"
- Контейнеровоз класу "Hyundai Earth"